# Miasino
Miasino là một đô thị ở tỉnh Novara ở vùng Piedmont của Ý, tọa lạc cách 100 km về phía đông bắc của Torino và khoảng 40 km về phía tây bắc của Novara. Tại thời điểm ngày 31 tháng 12 năm 2004, đô thị này có dân số 950 người và diện tích là 5,3 km².
Đô thị Miasino có các frazioni (đơn vị trực thuộc, chủ yếu là các làng) Pisogno và Carcegna.
Miasino giáp các đô thị: Ameno, Armeno, Orta San Giulio, và Pettenasco.